# Helen Skinner
Helen Nina Skinner, född 3 oktober 1955 i Bromma församling i Stockholm, är en svensk papperskonservator.
Helen Skinner är dotter till John "Jack" Skinner och fil. kand. Ingrid Haldin (omgift Tschee). Efter akademiska studier blev hon filosofie kandidat vid Stockholms universitet 1980 och Certificate in Paper Conservation Camberwell School of Art and Crafts i London 1982. Hon var papperskonservator vid Nationalmuseum i Stockholm 1983–1985 och är sedan 1985 privatpraktiserande papperskonservator.
Hon var sambo från 1983 och senare gift med radioproducenten Kjell Alinge (1943–2016) till hans död. Han var son till ingenjören Birger Alinge och Evy, ogift Olausson.